# Xiphidium xanthorrhizon
Xiphidium xanthorrhizon är en enhjärtbladig växtart som beskrevs av Charles Wright och August Heinrich Rudolf Grisebach. Xiphidium xanthorrhizon ingår i släktet Xiphidium och familjen Haemodoraceae. Inga underarter finns listade.